# ديموطيقية
الدِّيموطية أو الديموطيقية[بحاجة لمصدر] (من اليونانية القديمة: δημοτικός dēmotikós، "الشعبية") هي الكتابة المصرية القديمة المشتقة من الأشكال الشمالية للهيراطيقية المستخدمة في دلتا النيل، ومرحلة اللغة المصرية المكتوبة بهذا الخط، بعد اللغة المصرية المتأخرة والسابقة للغة القبطية. تم استخدام المصطلح لأول مرة من قبل المؤرخ اليوناني هيرودوت لتمييزه عن الكتابات الهيرية والهيروغليفية المصرية.

## معنى الاسم
وقد اشتق هذا الاسم من الكلمة اليونانية (ديموس δημός) والنسبة منها (δημοτικός ديموتيكوس) وتعني «الشعبي». ولا يعني هذا المسمى الربط بين هذا الخط وبين الطبقات الشعبية في مصر، وإنما هو خط المعاملات اليومية ويمكن أن يقارن بخط الرقعة بالنسبة للغة العربية.

## تطورها واستخدامها
الخط الديموطي الذي ظهر منذ القرن الثامن قبل الميلاد واستمر حتى القرن الخامس الميلادي، يمثل المرحلة الخطية الثالثة بعد الهيروغليفي والهيراطيقي، وجاء ظهور هذا الخط نتيجة لتعدد الأنشطة وكثرة المعاملات وخصوصاً الإدارية منها والتي تحتاج لسرعة في الإنجاز. وقد كتب هذا الخط على مادتين رئيستين وهما البردي والأوستراكا (الشقافة). تطورت الدِّيموطية في مصر السفلى (الوجه البحري) خلال الأسرة السادسة والعشرين؛ ويرجع تاريخ أقدم وثيقة (معروفة) مكتوبة بالدِّيموطية إلى السنة الحادية والعشرين من حكم الملك إبسماتيك الأول. وقد تطورت الدِّيموطية من الهيراطيقية، وكانت تكتب مثلها: من اليمين إلى اليسار. كما أن النصوص الدِّيموطية كانت تدون بالحبر، وباستخدام فرشاة من البوص على أوراق البردي. وكانت تدون أيضاً على الخشب أو الكتان، أو تنحت في الحجر أو المعدن. وقد أصبحت الدِّيموطية كتابة الاستخدام اليومي، بداية من منتصف القرن الثامن قبل الميلاد؛ وحتى القرن الرابع الميلادي.

## لغة
الدِّيموطية هي تطور للغة المصرية المتأخرة وتشارك الكثير مع المرحلة القبطية اللاحقة للغة المصرية. في المراحل المبكرة من الدِّيموطية، مثل تلك النصوص المكتوبة بالخط الديموطي المبكر، ربما كانت تمثل المصطلح المنطوق في ذلك الوقت. ولكن، نظرًا لاستخدامها بشكل متزايد للأغراض الأدبية والدينية فقط، تباعدت اللغة المكتوبة أكثر فأكثر عن الشكل المنطوق، مما أدى إلى ازدواج اللسان بين النصوص الدِّيموطية المتأخرة واللغة المنطوقة في ذلك الوقت، على غرار استخدام الوسط الكلاسيكي المصري في العصر البطلمي.